# 賀茂郡
賀茂郡（日语：／ Kamo gun */?）為位於靜岡縣東部伊豆半島的一郡。
管轄有以下5町。
- 河津町
- 西伊豆町
- 東伊豆町
- 松崎町
- 南伊豆町

以上5町與下田市，被稱為賀茂地区。